# Пшедедвоже
Пшедедвоже (пол. Przededworze) — село в Польщі, у гміні Хмельник Келецького повіту Свентокшиського воєводства.
Населення — 792 особи (2011).

## Демографія
Демографічна структура на день 31 березня 2011 року:
|          | Загалом | Допрацездатний вік | Працездатний вік | Постпрацездатний вік |
| -------- | ------- | ------------------ | ---------------- | -------------------- |
| Чоловіки | 376     | 63                 | 267              | 46                   |
| Жінки    | 416     | 85                 | 239              | 92                   |
| Разом    | 792     | 148                | 506              | 138                  |